# Short track na Zimowych Igrzyskach Olimpijskich 2006 – bieg na 500 m kobiet
Bieg na 500 metrów kobiet był jedną z konkurencji short tracku rozegranych podczas Zimowych Igrzysk Olimpijskich 2006, która została rozegrana w dniach 12 - 15 lutego w hali Palavela. W zawodach wystartowało 28 zawodniczek z 17 krajów.

## Format zawodów
Z każdego z biegów eliminacyjnych dwie pierwsze zawodniczki awansowały do ćwierćfinałów. Z każdego z ćwierćfinałów do półfinałów awansowały dwie zawodniczki. Z półfinałów dwie pierwsze zawodniczki awansowały do finału A pozostałe do finału B.

## Wyniki

### Eliminacje
| Bieg | Pozycja | Zawodniczka               | Kraj              | Czas     | Uwagi |
| ---- | ------- | ------------------------- | ----------------- | -------- | ----- |
| 1    | 1.      | Wang Meng                 | Chiny             | 45,011   | Q     |
| 1    | 2.      | Marta Capurso             | Włochy            | 45,217   | Q     |
| 1    | 3.      | Jo Williams               | Wielka Brytania   | 46,857   |       |
| 2    | 1.      | Alanna Kraus              | Kanada            | 45,688   | Q     |
| 2    | 2.      | Kang Yun-mi               | Korea Południowa  | 45,755   | Q     |
| 2    | 3.      | Susanne Rudolph           | Niemcy            | 46,503   |       |
| 2    | 4.      | Katalin Kristó            | Rumunia           | 46,531   |       |
| 3    | 1.      | Ewgenija Radanowa         | Bułgaria          | 45,703   | Q     |
| 3    | 2.      | Kateřina Novotná          | Czechy            | 46,279   | Q     |
| 3    | 3.      | Chikage Tanaka            | Japonia           | 46,387   |       |
| 4    | 1.      | Anouk Leblanc-Boucher     | Kanada            | 45,929   | Q     |
| 4    | 2.      | Hyo-Jung Kim              | Stany Zjednoczone | 46,077   | Q     |
| 4    | 3.      | Aika Klein                | Niemcy            | 57,732   |       |
| 4    | -       | Stéphanie Bouvier         | Francja           | DSQ      |       |
| 5    | 1.      | Fu Tianyu                 | Chiny             | 46,636   | Q     |
| 5    | 2.      | Yuka Kamino               | Japonia           | 45,848   |       |
| 5    | .       | Rózsa Darázs              | Węgry             | 1:10,588 |       |
| 6    | 1.      | Allison Baver             | Stany Zjednoczone | 45,998   | Q     |
| 6    | 2.      | Erika Huszár              | Węgry             | 46,113   | Q     |
| 6    | 3.      | Yun Jong-suk              | Korea Północna    | 46,177   |       |
| 6    | 4.      | Han Yueshuang             | Hongkong          | 47,087   |       |
| 7    | 1.      | Kalyna Roberge            | Kanada            | 45,396   | Q     |
| 7    | 2.      | Arianna Fontana           | Włochy            | 45,398   | Q     |
| 7    | 3.      | Liesbeth Mau Asam         | Holandia          | 45,500   |       |
| 8    | 1.      | Jin Sun-yu                | Korea Południowa  | 45,954   | Q     |
| 8    | 2.      | Sarah Lindsay             | Wielka Brytania   | 46,290   | Q     |
| 8    | 3.      | Julia Pawłowicz-Jelsakowa | Białoruś          | 47,726   |       |
| 8    | -       | Ri Hyang-mi               | Korea Północna    | DSQ      |       |

### Ćwierćfinał
Ćwierćfinał 1
| Pozycja | Zawodniczka           | Kraj   | Czas   | Uwagi |
| ------- | --------------------- | ------ | ------ | ----- |
| 1.      | Fu Tianyu             | Chiny  | 44,760 | Q     |
| 2.      | Anouk Leblanc-Boucher | Kanada | 44,821 | Q     |
| 3.      | Arianna Fontana       | Włochy | 44,948 |       |
| 4.      | Erika Huszár          | Węgry  | 45,382 |       |

Ćwierćfinał 2
| Pozycja | Zawodniczka   | Kraj              | Czas     | Uwagi |
| ------- | ------------- | ----------------- | -------- | ----- |
| 1.      | Wang Meng     | Chiny             | 45,257   | Q     |
| 2.      | Allison Baver | Stany Zjednoczone | 53,135   | Q     |
| 3.      | Sarah Lindsay | Wielka Brytania   | 1:09,785 | ADV   |
| -       | Kang Yun-mi   | Korea Południowa  | DSQ      |       |

Ćwierćfinał 3
| Pozycja | Zawodniczka       | Kraj              | Czas   | Uwagi |
| ------- | ----------------- | ----------------- | ------ | ----- |
| 1.      | Ewgenija Radanowa | Bułgaria          | 44,252 | Q     |
| 2.      | Marta Capurso     | Włochy            | 44,438 | Q     |
| 3.      | Alanna Kraus      | Kanada            | 45,172 |       |
| 4.      | Hyo-Jung Kim      | Stany Zjednoczone | 45,339 |       |

Ćwierćfinał 4
| Pozycja | Zawodniczka      | Kraj             | Czas   | Uwagi |
| ------- | ---------------- | ---------------- | ------ | ----- |
| 1.      | Kateřina Novotná | Czechy           | 45,596 | Q     |
| 2.      | Kalyna Roberge   | Kanada           | 45,710 | Q     |
| 3.      | Jin Sun-yu       | Korea Południowa | 46,428 |       |
| 4.      | Yuka Kamino      | Japonia          | 47,356 |       |

### Półfinały
Półfinał 1
| Pozycja | Zawodniczka           | Kraj              | Czas   | Uwagi |
| ------- | --------------------- | ----------------- | ------ | ----- |
| 1.      | Fu Tianyu             | Chiny             | 45,130 | QA    |
| 2.      | Anouk Leblanc-Boucher | Kanada            | 45,234 | QA    |
| 3.      | Allison Baver         | Stany Zjednoczone | 45,512 | QB    |
| 4.      | Kateřina Novotná      | Czechy            | 45,718 | QB    |
| 5.      | Sarah Lindsay         | Wielka Brytania   | 46,060 |       |

Półfinał 2
| Pozycja | Zawodniczka       | Kraj     | Czas   | Uwagi |
| ------- | ----------------- | -------- | ------ | ----- |
| 1.      | Wang Meng         | Chiny    | 44,650 | QA    |
| 2.      | Ewgenija Radanowa | Bułgaria | 44,711 | QA    |
| 3.      | Kalyna Roberge    | Kanada   | 44,960 | QB    |
| 4.      | Marta Capurso     | Włochy   | 45,204 | QB    |

### Finał B
| Pozycja | Zawodniczka      | Kraj              | Czas   | Uwagi |
| ------- | ---------------- | ----------------- | ------ | ----- |
| 4.      | Kalyna Roberge   | Kanada            | 46,605 |       |
| 5.      | Marta Capurso    | Włochy            | 46,899 |       |
| 6.      | Kateřina Novotná | Czechy            | 55,378 |       |
| 7.      | Allison Baver    | Stany Zjednoczone | 55,689 |       |

### Finał A
| Pozycja | Zawodniczka           | Kraj     | Czas   | Uwagi |
| ------- | --------------------- | -------- | ------ | ----- |
| 1.      | Wang Meng             | Chiny    | 44,345 |       |
| 2.      | Ewgenija Radanowa     | Bułgaria | 44,374 |       |
| 3.      | Anouk Leblanc-Boucher | Kanada   | 44,759 |       |
| -       | Fu Tianyu             | Chiny    | DSQ    |       |